# Episodi di 24 (seconda stagione)
La seconda stagione della serie televisiva 24 è stata trasmessa in prima visione negli Stati Uniti d'America da Fox dal 29 ottobre 2002 al 20 maggio 2003.
In Italia è stata trasmessa in prima visione satellitare da Fox dal 5 settembre al 23 novembre 2003, mentre in chiaro è stata trasmessa da Rete 4 dall'11 settembre all'11 dicembre 2004.
Gli antagonisti principali sono: Syed Ali, Joseph Wald, Nina Myers, Peter Kingsley, Alexander Trepkos.
| nº | Titolo originale      | Titolo italiano        | Prima TV USA     | Prima TV Italia   |
| -- | --------------------- | ---------------------- | ---------------- | ----------------- |
| 1  | 8:00 a.m.-9:00 a.m.   | Dalle 8:00 alle 9:00   | 29 ottobre 2002  | 5 settembre 2003  |
| 2  | 9:00 a.m.-10:00 a.m.  | Dalle 9:00 alle 10:00  | 5 novembre 2002  | 5 settembre 2003  |
| 3  | 10:00 a.m.-11:00 a.m. | Dalle 10:00 alle 11:00 | 12 novembre 2002 | 12 settembre 2003 |
| 4  | 11:00 a.m.-12:00 p.m. | Dalle 11:00 alle 12:00 | 19 novembre 2002 | 12 settembre 2003 |
| 5  | 12:00 p.m.-1:00 p.m.  | Dalle 12:00 alle 13:00 | 26 novembre 2002 | 19 settembre 2003 |
| 6  | 1:00 p.m.-2:00 p.m.   | Dalle 13:00 alle 14:00 | 3 dicembre 2002  | 19 settembre 2003 |
| 7  | 2:00 p.m.-3:00 p.m.   | Dalle 14:00 alle 15:00 | 10 dicembre 2002 | 26 settembre 2003 |
| 8  | 3:00 p.m.-4:00 p.m.   | Dalle 15:00 alle 16:00 | 17 dicembre 2002 | 26 settembre 2003 |
| 9  | 4:00 p.m.-5:00 p.m.   | Dalle 16:00 alle 17:00 | 7 gennaio 2003   | 3 ottobre 2003    |
| 10 | 5:00 p.m.-6:00 p.m.   | Dalle 17:00 alle 18:00 | 14 gennaio 2003  | 3 ottobre 2003    |
| 11 | 6:00 p.m.-7:00 p.m.   | Dalle 18:00 alle 19:00 | 4 febbraio 2003  | 10 ottobre 2003   |
| 12 | 7:00 p.m.-8:00 p.m.   | Dalle 19:00 alle 20:00 | 11 febbraio 2003 | 10 ottobre 2003   |
| 13 | 8:00 p.m.-9:00 p.m.   | Dalle 20:00 alle 21:00 | 18 febbraio 2003 | 17 ottobre 2003   |
| 14 | 9:00 p.m.-10:00 p.m.  | Dalle 21:00 alle 22:00 | 25 febbraio 2003 | 17 ottobre 2003   |
| 15 | 10:00 p.m.-11:00 p.m. | Dalle 22:00 alle 23:00 | 4 marzo 2003     | 24 ottobre 2003   |
| 16 | 11:00 p.m.-12:00 a.m. | Dalle 23:00 alle 24:00 | 25 marzo 2003    | 24 ottobre 2003   |
| 17 | 12:00 a.m.-1:00 a.m.  | Dalle 24:00 alle 1:00  | 1º aprile 2003   | 31 ottobre 2003   |
| 18 | 1:00 a.m.-2:00 a.m.   | Dalle 1:00 alle 2:00   | 8 aprile 2003    | 31 ottobre 2003   |
| 19 | 2:00 a.m.-3:00 a.m.   | Dalle 2:00 alle 3:00   | 15 aprile 2003   | 7 novembre 2003   |
| 20 | 3:00 a.m.-4:00 a.m.   | Dalle 3:00 alle 4:00   | 22 aprile 2003   | 7 novembre 2003   |
| 21 | 4:00 a.m.-5:00 a.m.   | Dalle 4:00 alle 5:00   | 29 aprile 2003   | 14 novembre 2003  |
| 22 | 5:00 a.m.-6:00 a.m.   | Dalle 5:00 alle 6:00   | 6 maggio 2003    | 14 novembre 2003  |
| 23 | 6:00 a.m.-7:00 a.m.   | Dalle 6:00 alle 7:00   | 13 maggio 2003   | 23 novembre 2003  |
| 24 | 7:00 a.m.-8:00 a.m.   | Dalle 7:00 alle 8:00   | 20 maggio 2003   | 23 novembre 2003  |

## Dalle 8:00 alle 9:00
- Titolo originale: 8:00 a.m.-9:00 a.m.
- Scritto da: Joel Surnow e Michael Loceff
- Diretto da: Jon Cassar

## Dalle 9:00 alle 10:00
- Titolo originale: 9:00 a.m.-10:00 a.m.
- Scritto da: Joel Surnow e Michael Loceff
- Diretto da: Jon Cassar

## Dalle 10:00 alle 11:00
- Titolo originale: 10:00 a.m.-11:00 a.m.
- Scritto da: Howard Gordon
- Diretto da: James Whitmore Jr.

## Dalle 11:00 alle 12:00
- Titolo originale: 11:00 a.m.-12:00 a.m.
- Scritto da: Remi Aubuchon
- Diretto da: James Whitmore Jr.

## Dalle 12:00 alle 13:00
- Titolo originale: 12:00 p.m.-1:00 p.m.
- Scritto da: Gil Grant
- Diretto da: Jon Cassar

## Dalle 13:00 alle 14:00
- Titolo originale: 1:00 p.m.-2:00 p.m.
- Scritto da: Elizabeth M. Cosin
- Diretto da: Jon Cassar

## Dalle 14:00 alle 15:00
- Titolo originale: 2:00 p.m.-3:00 p.m.
- Scritto da: Virgil Williams
- Diretto da: James Whitmore Jr

### Trama
Jack Bauer e Nina Myers arrivano all'aeroporto dove salgono su un jet diretto a Visalia, dove Nina ha promesso di mettere in contatto Jack con la sua fonte, Mahmud Fahim, e di ottenere informazioni sull'attentato terroristico. Intanto il presidente David Palmer si occupa insieme ai suoi collaboratori di tenere nascosto alla stampa il sequestro del giornalista Ron Willand; dopodiché, essendo stato messo in guardia dall'ex moglie riguardo ad una reale possibilità di un complotto contro di lui ad opera di membri della sua amministrazione, chiede privatamente al capo del suo staff, Mike Novick, di indagare sulla faccenda suggerendogli di iniziare il controllo dal capo dell'NSA Roger Stanton. Intanto le condizioni di Mason iniziano a peggiorare, tanto che telefona al figlio con cui non ha più rapporti da anni tentando invano di convincerlo ad incontrarsi al CTU. Dopo un aggiornamento da Tony riguardo agli interrogatori in casa Warner, Mason gli ordina di arrestare entrambi i sospettati: ciò spingerà Kate ad  indagare sui registri privati di suo padre. Jack e Nina atterrano a Visalia e lei gli comunica dove poter trovare Fahim ma, dopo una consultazione in aeroporto con l'FBI, Jack decide di usare Nina come esca per attirare l'orientale allo scoperto senza che abbia la possibilità di suicidarsi per compromettere le indagini. Nina viene così condotta nel negozio che Fahim usa come copertura e fatta entrare con una cimice ma, a causa di problemi ed interferenze durante il colloquio tra i due, Jack ordina l'irruzione e Nina ne approfitta per tentare di scappare. Tuttavia Jack riesce ad intercettarla quasi subito e, dopo aver dapprima tentato di ucciderla, si limita a rimetterle le manette. Mason decide di far prelevare suo figlio da un agente pur di avere la possibilità di parlargli: gli rivela che gli resta poco da vivere e gli dà accesso al suo conto in banca, intimandogli infine di lasciare immediatamente la città per la sua sicurezza. Nel frattempo Kim Bauer è in viaggio col suo ragazzo e la bambina dei Matheson verso casa di sua zia fuori città; durante il tragitto vengono però fermati per eccesso di velocità da un agente di polizia che, dopo aver controllato i documenti, si accorge che cola del sangue dal retro dell'auto. Il corpo privo di vita della sig.ra Matheson viene ritrovato all'interno del bagagliaio dell'auto di proprietà del marito.

## Dalle 15:00 alle 16:00
- Titolo originale: 3:00 p.m.-4:00 p.m.
- Scritto da: Joel Surnow & Michael Loceff
- Diretto da: James Whitmore Jr

### Trama
Kim Bauer e il suo ragazzo tentano invano di discolparsi con l'agente di polizia e vengono arrestati. Nel frattempo Tony è appena arrivato al CTU con i sospettati Bob Warner e Reza Nayev; qui riceve un rapido aggiornamento sulle vittime ed ottiene carta bianca da Mason per ottenere in qualsiasi modo le informazioni in loro possesso. Intanto Sherry Palmer riesce a scoprire il sequestro di Ron Willand e, dopo aver criticato Palmer per aver preso questa decisione, chiede di avere la possibilità di parlargli per convincerlo al silenzio. A Visalia l'interrogatorio all'informatore di Nina, Mahmud Fahim, non dà alcun risultato dacché questi non collabora, pertanto Jack decide di portare sia Nina che Fahim al CTU di Los Angeles. Intanto Kate Warner continua a indagare sui movimenti bancari del padre insieme ad un investigatore privato; quest'ultimo scopre e le comunica che il padre ha prelevato quasi mezzo milione di dollari dal suo fondo societario per devolverlo ad un noto finanziatore del terrorismo e che ha inoltre accesso ad informazioni governative. Durante l'interrogatorio con Tony Almeida, Bob Warner rivela infatti di lavorare per la CIA e che ha agito seguendo degli ordini precisi. Mentre Tony fa le opportune verifiche sulla versione di Warner, Kim contatta il CTU che la mette subito in contatto con Jack, ancora in volo. La giovane gli spiega disperata la sua situazione ma, proprio in quel momento, Nina riesce a farsi dire sottovoce l'ubicazione della bomba da Fahim e subito dopo lo uccide tagliandogli la gola per rendersi ancora indispensabile. Rivela dunque che darà l'informazione a Jack solo dopo essere atterrati a San Diego. Ron Willand riesce a sottrarsi al sequestro e organizza un incontro con la stampa in cui rivela che incombe una minaccia terroristica ai danni della sicurezza nazionale. Kate Warner e l'investigatore privato vengono rapiti mentre escono di casa e il jet in cui si trovano Jack e Nina comincia a precipitare a seguito di un'esplosione vicino al timone di coda.

## Dalle 16:00 alle 17:00
- Titolo originale: 4:00 p.m.-5:00 p.m.
- Scritto da: Howand Gordon
- Diretto da: Rodney Charters

### Trama
Il Presidente Palmer scopre dal filmato di una videocamera di sicurezza che Richard Harmous ha fatto uscire Willand dalla stanza in cui era trattenuto. L'attenzione si sposta quindi sul jet che ospita Jack e Nina: Bauer comunica a Mason le coordinate approssimative del luogo dove tenteranno un atterraggio di fortuna ed entrambi provano inutilmente ad estorcere le informazioni a Nina nel caso non si salvassero. Palmer programma una conferenza stampa in cui intende rimediare alle dichiarazioni di Willand e poco dopo apprende da Novick che il jet di Bauer si è schiantato. Jack, uscito dai rottami dell'aereo quasi illeso, trova Nina poco distante ed è costretto a rianimarla. Nel frattempo al CTU scoprono che l'incidente era in realtà dovuto a missili terra-aria: Mason entra, quindi, furioso nella sala interrogatori dove sono rinchiusi Bob Warner e Reza Nayev e, dopo averli torchiati, offre l'immunità al primo di loro che collaborerà. Reza si dimostra visibilmente sconvolto alla notizia dell'ordigno nucleare, pertanto si offre di dare agli agenti del CTU delle prove contro il suocero. Intanto Jack e Nina iniziano a allontanarsi dal luogo del disastro, quando vedono dei soldati in uniforme da campo uccidere a sangue freddo i restanti superstiti. Jack decide, quindi, di liberare provvisoriamente Nina per farsi aiutare a respingerli. Intanto Kate Warner si sveglia accanto al suo sequestratore che si rivela essere Sier Dalì, una vecchia conoscenza di Reza e motivo dei suoi primi sospetti sul futuro cognato; il rapitore la conduce in una sala dove stanno torturando l'investigatore privato per capire cosa sono riusciti a scoprire insieme. Jack e Nina  collaborano nel respingere i soldati fino all'arrivo della squadra di soccorso ma, prima che quest'ultima li abbia raggiunti, Nina riesce a mettere sotto tiro Jack esigendo di parlare col presidente. In ospedale, Kim Bauer e il suo ragazzo sono ancora ammanettati in attesa di essere trasferiti alla centrale di polizia di Los Angeles; qui Kim riesce a vedere un'ultima volta la figlia dei Matheson, la quale le comunica che andrà a stare dalla zia a Santa Barbara. Il CTU, appresa la situazione di Jack, mette Nina Myers in contatto con il presidente; la sua richiesta consiste nel rivelare l'ubicazione della bomba in cambio della grazia anche per l'omicidio di Jack. A malincuore e sotto insistenza dello stesso Jack, il presidente accetta la proposta di Nina, esortandola, però, a non ucciderlo finché non avranno trovato la bomba. Nina rivela quindi che essa si trova a casa di Sier Dalì. Dalì si convince che entrambi i suoi prigionieri non sanno nulla ed uccide l'investigatore ordinando ad uno dei suoi uomini di fare altrettanto con Kate; la puntata si chiude con Jack ancora tenuto sotto tiro da Nina.

## Dalle 17:00 alle 18:00
- Titolo originale: 5:00 p.m.-6:00 p.m.
- Scritto da: David Ehrman
- Diretto da: Rodney Charters

### Trama
La puntata si apre con un breve discorso di Palmer che tenta di rassicurare la stampa. Nel frattempo Jack, ancora tenuto sotto tiro da Nina Myers, riesce con l'inganno a farla muovere di qualche passo permettendo ad un cecchino di colpirla e ad una squadra di riprenderla in custodia. Osservando i corpi dei soldati che ha appena ucciso, Jack riconosce un particolare tatuaggio e comunica subito al presidente Palmer che quei soldati erano tutti americani membri dell'Unità Operativa Speciale Sotto Copertura, comandata da un certo Colonnello Ron Samuels e finanziata in segreto dall'NSA. Nel frattempo Kim Bauer e il suo ragazzo vengono caricati in un'auto della polizia diretta al distretto di Los Angeles, ma durante il tragitto fanno divampare un piccolo incendio facendo uscire di strada la vettura; Kim riesce a liberarsi dalle manette e chiama subito un'ambulanza per soccorrere il suo ragazzo e l'agente di polizia, entrambi feriti gravemente. Intanto Kate Warner è ancora tenuta in ostaggio in casa di Sier Dalì dove sta per essere uccisa ma vi giungono Jack e una squadra che si prepara all'irruzione. Il sequestratore, avvertita la presenza degli agenti, usa Kate come scudo umano ma Jack riesce a stordirlo con un proiettile di gomma: l'uomo però ingoia una capsula di cianuro morendo in pochi attimi. Intanto il presidente Palmer è deciso a far arrestare Roger Stanton (capo dell'NSA) dopo la precedente conversazione con Jack; Sherry lo convince a cercare prima delle prove e scopre che Stanton ha dato l'ordine di aprire un canale di comunicazione segreto con la CIA. Subito dopo, però, Sherry informa di nascosto Stanton rivelandosi anch'essa una traditrice implicata nel complotto. Con la collaborazione di Kate Warner, Jack crede di poter rintracciare Sier Dalì e le chiede di venire con lui per poterlo identificare. Nel frattempo Reza, volendo dimostrare che Bob Warner ha finanziato l'attentato, scopre che un'altra persona ha usato il suo computer: Marie Warner. La puntata si chiude con Marie che proprio in quell'istante entra nella stanza ed uccide l'agente del CTU e infine Reza.

## Dalle 18:00 alle 19:00
- Titolo originale: 6:00 p.m.-7:00 p.m.
- Scritto da: Gil Grant
- Diretto da: Frederick King Keller

## Dalle 19:00 alle 20:00
- Titolo originale: 7:00 p.m.-8:00 p.m.
- Scritto da: Evan Katz
- Diretto da: Frederick King Keller

## Dalle 20:00 alle 21:00
- Titolo originale: 8:00 p.m.-9:00 p.m.
- Scritto da: Maurice Hurley
- Diretto da: Jon Cassar

## Dalle 21:00 alle 22:00
- Titolo originale: 9:00 p.m.-10:00 p.m.
- Scritto da: Joel Surnow e Michael Loceff
- Diretto da: Jon Cassar

## Dalle 22:00 alle 23:00
- Titolo originale: 10:00 p.m.-11:00 p.m.
- Scritto da: Robert Cochran
- Diretto da: Ian Toynton

## Dalle 23:00 alle 24:00
- Titolo originale: 11:00 p.m.-12:00 a.m.
- Scritto da: Howard Gordon e Evan Katz
- Diretto da: Ian Toynton

## Dalle 24:00 alle 1:00
- Titolo originale: 12:00 a.m.-1:00 a.m.
- Scritto da: Evan Katz e Gil Grant
- Diretto da: Jon Cassar

## Dalle 1:00 alle 2:00
- Titolo originale: 1:00 a.m.-2:00 a.m.
- Scritto da: Joel Surnow e Michael Loceff
- Diretto da: Jon Cassar

## Dalle 2:00 alle 3:00
- Titolo originale: 2:00 a.m.-3:00 a.m.
- Scritto da: Howard Gordon
- Diretto da: James Whitmore Jr.

## Dalle 3:00 alle 4:00
- Titolo originale: 3:00 a.m.-4:00 a.m.
- Scritto da: Neil Cohen
- Diretto da: James Whitmore Jr.

## Dalle 4:00 alle 5:00
- Titolo originale: 4:00 a.m.-5:00 a.m.
- Scritto da: Robert Cochran e Howard Gordon
- Diretto da: Ian Toynton

## Dalle 5:00 alle 6:00
- Titolo originale: 5:00 a.m.-6:00 a.m.
- Scritto da: Virgil Williams e Duppy Demetrius
- Diretto da: Ian Toynton

## Dalle 6:00 alle 7:00
- Titolo originale: 6:00 a.m.-7:00 a.m.
- Scritto da: Evan Katz e Gil Grant
- Diretto da: Jon Cassar

## Dalle 7:00 alle 8:00
- Titolo originale: 7:00 a.m.-8:00 a.m.
- Scritto da: Robert Cochran e Howard Gordon (soggetto); Joel Surnow e Michael Loceff (sceneggiatura)
- Diretto da: Jon Cassar